# Gunnar Graarud (Politiker)
Gunnar M. K. Graarud,  vollständig Gunnar Magnus Kjølstad Graarud (geboren 22. August 1857 in Hammerfest; gestorben 22. Juni 1932 in Holmestrand) war ein norwegischer Arzt und Politiker.

## Leben
Gunnar Magnus Kjølstad Graarud wurde in Hammerfest in der Finnmark geboren, wo sein Vater, der Arzt Bernt Anton Jacob Bremer Graarud (1823–1887) zunächst Bezirksarzt, später Leiter der städtischen Gesundheitsbehörde war. Als neu ausgebildeter Arzt kam Graarud im Jahr 1882 nach Holmestrand in der Provinz Vestfold, wo er in der Langgatan 39 eine eigene Praxis eröffnete. 1889 zog er in ein Eckhaus am Torvet um, das er später käuflich erwarb. Dort lebte und arbeitete er bis zu seinem Tod im Jahr 1932. Graarud war ab 1896 auch Oberarzt am (Kur)bad Modum.
Graarud repräsentierte ab 1892 die Partei Høyre im Stadtrat von Holmestrand und war deren dortiger Vorsitzender von 1898 bis 1900 und von 1907 bis 1909. Außerdem war er einige Jahre Bürgermeister. 1900 wurde er ins Storting gewählt, in dem er während zweier Perioden, von 1900 bis 1903 und von 1903 bis 1906, Abgeordneter war. Er war auch Mitglied im Kirchenausschuss. 1905 war er der erste in Holmestrand, der eine Ja-Stimme in der Abstimmung zur Auflösung der Union mit Schweden abgab. Ihm wurde die Medaille vom 7. Juni 1905 verliehen.
Im August 1992 enthüllte die Høyre-Politikerin Mona Røkke ein Standbild von Graarud, das von dem Bildhauer Arne Durban angefertigt worden war. Die Büste steht vor dem Museum Holmestrand, ein Museum, das Graarud als Lokalhistoriker und -patriot mitgegründet hat. Graarud war auch ein begeisterter Amateurfotograf.
Gunnar Graarud heiratete 1883 „Karen“ Hedevig Nicolava Gran (* 1857), ihr einziges überlebendes Kind war der Opernsänger Gunnar Graarud (1886–1960).

## Werke
- Holmestrandiann. Dreibändiges Werk über die alte Geschichte Holmestrands.[1]